# فدکوو
فدکوو (به لاتین: Fedkovo) یک منطقهٔ مسکونی در روسیه است که در استان آرخانگلسک واقع شده‌است.